# Hermanniella
Hermanniella – rodzaj roztoczy z kohorty mechowców i rodziny Hermanniellidae.
Rodzaj ten został opisany w 1908 roku przez Antonia Berlesego. Gatunkiem typowym wyznaczono Hermannia granulata. Pewne cechy osobników młodocianych z tego rodzaju opisał po raz pierwszy François Grandjean w 1953 roku. Pełnego opisu form niedorosłych dokonał jako pierwszy dopiero Siergiej Jermiłow w 2009 roku dla gatunku H. dolosa.
Mechowce te mają botridia położone blisko krawędzi prodorsum, a na bokach notogaster parę guzkowatych wyrostków.
Rodzaj kosmopolityczny. W Europie występuje 9 gatunków: H. barbata, H. canestrinii, H. dolosa, H. granulata, H. incondita, H. issanielloides, H. laurisilvae, H. punctulata i H. septentrionalis.
Należy tu 35 opisanych gatunków:
- Hermanniella aristosa Aoki, 1965
- Hermanniella canestrinii (Tietze, 1899)
- Hermanniella clavasetosa Hammer, 1966
- Hermanniella clavigera Berlese, 1908
- Hermanniella congoensis Balogh, 1958
- Hermanniella diversisetosa Hammer, 1966
- Hermanniella dolosa Grandjean, 1931
- Hermanniella dubinini Sitnikova, 1973
- Hermanniella dubiosa Mahunka et Mahunka-Papp, 2007
- Hermanniella gibber Kulijev, 1979
- Hermanniella grandis Sitnikova, 1973
- Hermanniella granulata (Nicolet, 1855)
- Hermanniella humilis Balogh, 1962
- Hermanniella incondita Pérez-Íñigo, 1987
- Hermanniella issanielloides Gil-Martín et Subías, 1997
- Hermanniella laurisilvae Pérez-Íñigo, 1972
- Hermanniella longisetosa Hammer, 1966
- Hermanniella madagascarensis Balogh, 1962
- Hermanniella mastyx Mahunka, 1983
- Hermanniella microsetosa Hammer, 1966
- Hermanniella multipora Sitnikova, 1973
- Hermanniella oblitera Sitnikova, 1973
- Hermanniella occidentalis Ewing, 1918
- Hermanniella orbiculata Hammer, 1979
- Hermanniella picea (Koch, 1839)
- Hermanniella punctulata Berlese, 1908)
- Hermanniella reticulata Sitnikova, 1973
- Hermanniella robusta Ewing, 1918
- Hermanniella septentrionalis Berlese, 1910
- Hermanniella serrata Sitnikova, 1973
- Hermanniella similis Sitnikova, 1973
- Hermanniella spiniseta Mahunka et Mahunka-Papp, 2007
- Hermanniella subnigra (Ewing, 1909)
- Hermanniella thani Mahunka, 1987
- Hermanniella todori Mizutani, Shimano et Aoki, 2003
- Hermanniella yasumai Aoki, 1973